# رخصة بايثون
رخصة بايثون (بالإنجليزية: Python License)‏ هي رخصة برمجيات حاسوبية أنشئت بواسطة مؤسسة مبادرات الأبحاث الوطنية. استخدمت لتوزيع الإصدارين 1.6 و2.0 من لغة برمجة بايثون، كلاهما أصدرا في عام 2000. تشبه رخصة بايثون رخص بي إس دي، ورغم أنها رخصة برمجيات حرة، إلا أن صياغتها تتعارض مع رخصة جنو العمومية، المستخدمة على نطاق واسع من البرمجيات الحرة بما في ذلك نواة لينكس. لأجل هذا السبب، علّقت مؤسسة مبادرات الأبحاث الوطنية الرخصة في عام 2001 دعما لرخصة برمجيات مؤسسة بايثون.

## الأصل
أنشئت بايثون بواسطة جويدو فان روسم، وكان مالك حقوقها في البداية المعهد الوطني لبحوث الرياضيات وعلم الحاسوب (بالهولندية: Centrum voor Wiskunde en Informatica or CWI). خلال هذه الفترة، كانت بايثون توزع تحت رخصة إخطار الأذن التاريخي وإخلاء المسؤولية المتوافقة مع جي بي إل. انتقلت ملكية البايثون إلى مؤسسة مبادرات الأبحاث الوطنية بعدما أصبح جويدو فان روسم يعمل هناك، وبعدت بضعة سنوات صاغت رخصة جديدة للغة.

## التوقيف
كانت رخصة بايثون تتضمن نصا يشير إلى أن الترخيص يخضع لحكم ولاية فرجينيا، في الولايات المتحدة الأمريكية. مما جعله بحسب نظرة محاميي مؤسسة البرمجيات الحرة يتعارض مع جي بي إل. هذا جعل بايثون محدودة المنفعة بالنسبة لمجتمع البرمجيات الحرة، حيث لا يمكن استخدامها أو توزيعها كجزء من البرمجيات المرخصة تحت رخصة جنو العمومية. لهذا السبب، عملت مؤسسة البرمجيات الحرة ومؤسسة مبادرات الأبحاث الوطنية على إجراء التعديلات. وكانت النتيجة رخصة برمجيات مؤسسة بايثون؛ إصدار بايثون 1.6 لا يختلف عن الإصدار 1.6.1 إلا في إصلاح بعض العلل وبنود الترخيص.